# Orchard City
Orchard City est une ville américaine située dans le comté de Delta dans le Colorado.
La ville doit son nom aux vergers (orchard en anglais) de la région.

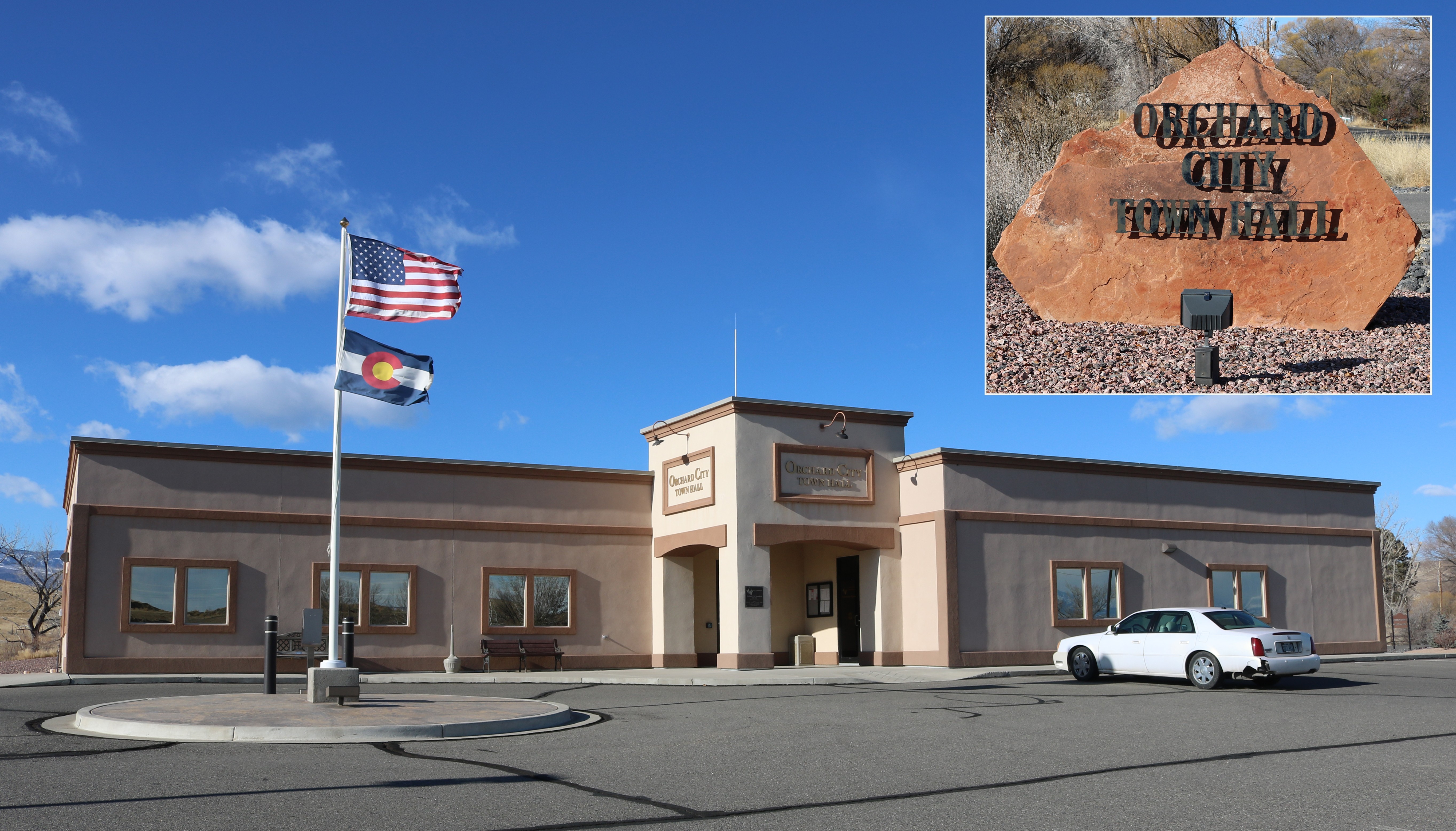
Hôtel de ville à 2100 Road

## Démographie
| 1920 | 1940 | 1950 | 1960  | 1970  | 1980  |
| ---- | ---- | ---- | ----- | ----- | ----- |
| 531  | 865  | 956  | 1 021 | 1 163 | 1 914 |

| 1990  | 2000  | 2010  | - | - | - |
| ----- | ----- | ----- | - | - | - |
| 2 218 | 2 880 | 3 119 | - | - | - |

Selon le recensement de 2010, Orchard City compte 3 119 habitants. La municipalité s'étend sur 11,41 milles carrés (29,55 km2).